# Смолско
Смолско (болг. Смолско) — село в Болгарии. Находится в Софийской области, входит в общину Мирково. Население составляет 324 человека (2022).

## Политическая ситуация
В местном кметстве Смолско, в состав которого входит Смолско, должность кмета (старосты) исполняет Стоян Цветков Гардаков (Национальное движение «Симеон Второй» (НДСВ)) по результатам выборов правления кметства.
Кмет (мэр) общины Мирково — Цветанка Петкова Йотина (коалиция партий: «Демократы за сильную Болгарию» и «Союз демократических сил») по результатам выборов.